# 팀 케이힐

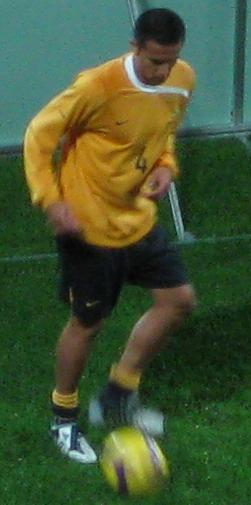
카타르와의 2010년 FIFA 월드컵 아시아 지역 예선에 앞서 연습하는 팀 케이힐

티머시 필리가 "팀" 케이힐(영어: Timothy Filiga "Tim" Cahill, 1979년 12월 6일, 오스트레일리아 시드니 ~ )는 오스트레일리아의 전 축구 선수이다. 포지션은 공격수, 공격형 미드필더이며, 2019년까지 잠셰드푸르에서 뛰다가 은퇴를 했다. 그는 사모아인 어머니와 아일랜드계 잉글랜드인 아버지 사이에서 태어났으며, 서사모아 청소년 대표팀에 선발되기도 하였다.
케이힐은 2004년 오세아니아 올해의 축구 선수에 선정되었으며, 오스트레일리아의 아시아 축구 연맹 가입 이후 유럽에서 성공한 아시아 축구 연맹 지역 선수 중 한 명이 되었다. 그는 2006년 FIFA 월드컵에서 오스트레일리아 국가대표팀 역사상 최초로 FIFA 월드컵에서 골을 넣은 선수가 되었으며, 현재까지 FIFA 월드컵에서 총 5골을 넣어 오스트레일리아 아시아 축구 연맹 선수 중 FIFA 월드컵에서 가장 많은 골을 기록한 선수에 올랐다. 그는 또한 2007년 아시아 축구 연맹 가입 이후 처음으로 출전한 2007년 AFC 아시안컵에서 오스트레일리아 국가대표팀 역사상 최초로 AFC 아시안컵에서 골을 넣은 선수가 되었다. 일명 복싱 세레머니로도 유명하다.

## 선수 경력

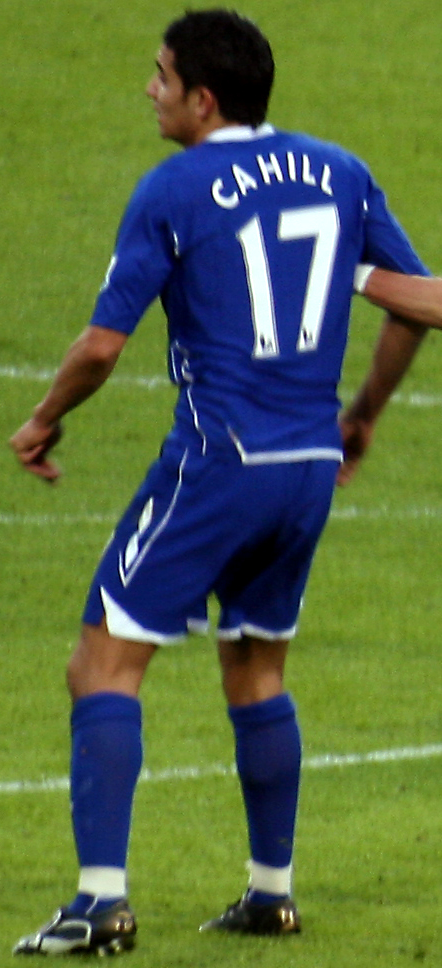
2007년 12월 15일 에버턴 FC에서 경기 중인 팀 케이힐

### 클럽 경력
케이힐은 시드니에서 태어나 1997년 시드니 유나이티드의 유스팀에 소속되었으며, 얼마 후 잉글랜드로 건너와 밀월 유스팀에 입단하였다. 1998년 5월 22일 프로 무대에 데뷔한 뒤 팀의 중심 선수로 큰 활약을 펼쳤고, 2003-04 시즌 선덜랜드와의 준결승전에서 골을 넣는 등 팀을 FA컵 결승까지 진출시켜 UEFA컵 출전권을 획득하는데 크게 공헌하였다. 이러한 활약으로 인하여 2004-05 시즌 개막 전에 크리스털 팰리스의 관심을 받기도 하였지만, 이적료 150만 파운드에 프리미어리그의 에버턴으로 이적하였다. 이적 후 첫 시즌에 눈부신 활약을 펼치며 팀 내에서 가장 많은 득점인 13골을 넣었고, 팀이 리그 4위로 UEFA 챔피언스리그 출전권을 획득하는데 공헌하였다. 이러한 활약으로 인하여 2005년 팬들이 선정한 에버턴 올해의 축구 선수까지 수상하였다. 에버턴 FC에서 환상적인 활약과 선수생활을 보낸 케이힐은, 2012년 이적시장을 통해 미국 MLS의 뉴욕 레드불스로 이적하였다. 이적 초반에는 결정력과 주전경쟁으로 약간 문제가 있었으나 점차 극복해나갔고, 62경기에 출전하여 총 19골을 넣었다. 하지만 계속해서 입지가 좁아지자, 2015년 AFC 아시안컵이 끝난 이후 겨울 이적시장을 통해 중국 슈퍼리그의 상하이 선화로 이적하여 활약하고 있다. 그후 항저우 뤼청으로 이적하였다.그후 밀월 FC로 복귀하나 부진한다.

### 국가대표팀 경력
케이힐은 1993년 FIFA가 주최한 청소년 대회에 14세의 나이로 서사모아 U-17 대표팀에 선발되었으며, 2002년 FIFA 월드컵 당시 아일랜드 축구 국가대표팀을 보고 FIFA 월드컵에 뛰고 싶다는 열망을 받아 오스트레일리아 축구 국가대표팀에 합류하려 하였다. 하지만 FIFA는 '한 선수가 두 개 이상의 국가대표팀에서 뛸 수 없다'는 규정에 어긋나는 것을 문제삼아 오스트레일리아 국가대표팀에 발탁되는 것을 불허하였으나, 2004년 규정이 개정되면서 2004년 3월 30일 남아프리카 공화국과의 경기에서 국가대표팀에 데뷔하였다. 이후 2004년 하계 올림픽에 올림픽 대표팀의 일원으로 참가하였으며, 2004년 오세아니아 올해의 축구 선수에 선정되었다.
그는 2006년 FIFA 월드컵에 참가하여 일본과의 조별 예선 첫 경기에서 두 골을 넣는 등 맹활약을 펼쳐 오스트레일리아의 FIFA 월드컵 사상 첫 승리를 도와 경기 최우수선수에 선정되기도 하였으며, 조별 예선 세 경기에 모두 출전하여 팀의 16강을 이끌었다. 2007년 AFC 아시안컵에도 출전하여 오만과의 조별 예선 첫 경기에서 골을 넣어 오스트레일리아의 AFC 아시안컵 사상 첫 승점을 획득하는 데 기여하였다. 2010년 FIFA 월드컵에도 선발되었으나 독일과의 첫 경기에서 56분 레드카드를 받고 퇴장당하였고, 징계로 가나와의 조별 예선 두 번째 경기에 나오지 못하였다. 하지만 세르비아와의 조별 예선 세 번째 경기에서 선제골을 넣으며 팀의 승리에 기여하였고, 2014년 FIFA 월드컵 네덜란드와의 조별 예선 3차전 경기에서 두 골을 넣는 맹활약을 펼치며 아시아 축구 연맹 소속 선수의 월드컵 최다득점 기록을 기존의 3골에서 5골로 갈아 치우며 FIFA 월드컵에서 가장 많은 골을 기록한 AFC 선수가 되었다. 2015년 AFC 아시안컵에 발탁되 호주를 우승으로 이끈 핵심선수였으며 아시안컵이 끝난 후 베스트 일레븐으로 선발되었다.

## 플레이 스타일
케이힐은 주로 공격성이 강한 박스-투-박스 미드필더이면서, 긴급 시에는 공격수로도 활약할 수 있는 선수이다. 그는 화려한 기술이나 창의적인 면이 부족하지만, 세트피스 시 위협적인 제공력을 과시하며 수준급 골결정력을 자랑한다.

## 그 외

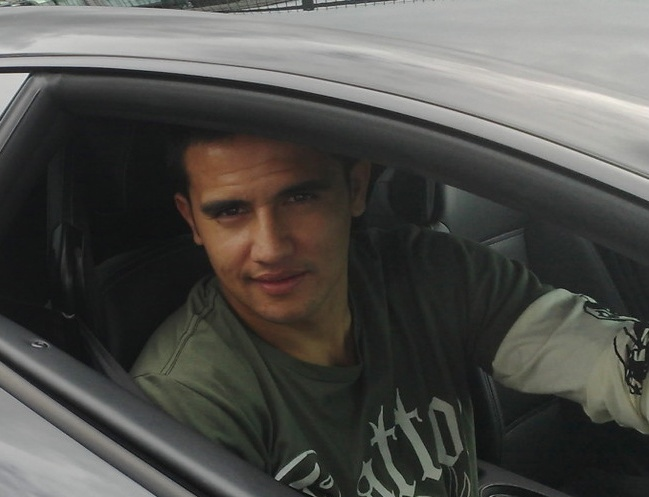
운전중인 팀 케이힐

케이힐은 2009년 오스트레일리아 뉴사우스웨일스주 울런공에 있는 PCYC와 두바이에 있는 '엘리트 스포팅 아카데미'와 파트너십을 맞었으며, 유니세프 자선 활동을 지원하기도 한다.

## 수상
오스트레일리아
- AFC 아시안컵 : 우승 (2015), 준우승 (2011)

개인
- 오세아니아 올해의 선수상 : 2004
- AFC 아시안컵 드림팀 : 2015
- 2006년 FIFA 월드컵 맨 오브 더 매치 : vs. 일본 (조별리그)
- 2010년 FIFA 월드컵 맨 오브 더 매치 : vs. 세르비아 (조별리그)
- 2011년 AFC 아시안컵 맨 오브 더 매치 : vs. 인도 (조별리그)
- 2015년 AFC 아시안컵 맨 오브 더 매치 : vs. 중국 (8강전)

### 클럽
- 밀월 FC
  - 풋볼 리그 2부 우승 1회 : 2000-01 시즌

## 같이 보기
- A매치 100경기 이상 출전한 축구 선수 명단